# Tashiro Masakazu
Tashiro Masakazu (tiếng Nhật: 田代 真一, sinh ngày 26 tháng 6 năm 1988 ở Meguro, Tokyo, Nhật Bản) là một cầu thủ bóng đá người Nhật Bản hiện tại thi đấu cho V-Varen Nagasaki ở J2 League.

## Thống kê sự nghiệp
Cập nhật đến ngày 23 tháng 2 năm 2017.
| Thành tích câu lạc bộ | Thành tích câu lạc bộ | Thành tích câu lạc bộ | Giải vô địch | Giải vô địch | Cúp                   | Cúp                   | Cúp Liên đoàn | Cúp Liên đoàn | Tổng cộng | Tổng cộng |
| Mùa giải              | Câu lạc bộ            | Giải vô địch          | Số trận      | Bàn thắng    | Số trận               | Bàn thắng             | Số trận       | Bàn thắng     | Số trận   | Bàn thắng |
| Nhật Bản              | Nhật Bản              | Nhật Bản              | Giải vô địch | Giải vô địch | Cúp Hoàng đế Nhật Bản | Cúp Hoàng đế Nhật Bản | Cúp Liên đoàn | Cúp Liên đoàn | Tổng cộng | Tổng cộng |
| --------------------- | --------------------- | --------------------- | ------------ | ------------ | --------------------- | --------------------- | ------------- | ------------- | --------- | --------- |
| 2007                  | Yokohama F. Marinos   | J1 League             | 0            | 0            | 0                     | 0                     | 0             | 0             | 0         | 0         |
| 2008                  | Yokohama F. Marinos   | J1 League             | 0            | 0            | 0                     | 0                     | 0             | 0             | 0         | 0         |
| 2009                  | Yokohama F. Marinos   | J1 League             | 5            | 0            | 0                     | 0                     | 5             | 0             | 10        | 0         |
| 2010                  | Yokohama F. Marinos   | J1 League             | 0            | 0            | 1                     | 0                     | 0             | 0             | 1         | 0         |
| 2011                  | Machida Zelvia        | JFL                   | 32           | 1            | 2                     | 0                     | -             | -             | 34        | 1         |
| 2012                  | Machida Zelvia        | J2 League             | 34           | 0            | 3                     | 0                     | -             | -             | 37        | 0         |
| 2013                  | Yokohama F. Marinos   | J1 League             | 0            | 0            | 0                     | 0                     | 0             | 0             | 0         | 0         |
| 2014                  | JEF United Chiba      | J2 League             | 3            | 0            | 4                     | 1                     | -             | -             | 7         | 1         |
| 2015                  | JEF United Chiba      | J2 League             | 12           | 0            | 2                     | 0                     | -             | -             | 14        | 0         |
| 2016                  | Montedio Yamagata     | J2 League             | 30           | 1            | 3                     | 0                     | –             | –             | 33        | 1         |
| Tổng cộng sự nghiệp   | Tổng cộng sự nghiệp   | Tổng cộng sự nghiệp   | 116          | 2            | 15                    | 1                     | 5             | 0             | 136       | 3         |